# أرادو إل الثانية
أرادو إل الثانية (بالإنجليزية: Arado L II) هي طائرة خفيفة، بمقعدين. أنتجت في ألمانيا. من صناعة أرادو للطائرات. كان أول طيران لها في 1929. صنع منها 5 طائرة.